# Moord op Elisabeth Brichet
Elisabeth Brichet was een Waals meisje dat op 20 december 1989, op twaalfjarige leeftijd, door de Fransman Michel Fourniret ontvoerd werd. Zij was op het moment van Fournirets bekentenis al bijna vijftien jaar vermist. Begin juli 2004 gaf Fourniret toe dat hij Brichet rond Namen ontvoerd had en naar een chalet in Floing (Ardennes) in Frankrijk vervoerd, alwaar hij haar naar eigen zeggen verkracht en gewurgd had. Ze werd naast een kasteeltje in Sedan begraven.
Ten tijde van de zaak-Dutroux sloot haar moeder, Marie-Noëlle Bouzet (1950-2025), zich aan bij de ouders van de slachtoffers van Marc Dutroux. De populaire Witte Mars was Bouzets idee.